# Filmon Kibrom
Filmon Kibrom (30 dicembre 2002) è un mezzofondista eritreo.

## Palmarès
| Anno | Manifestazione     | Sede     | Evento         | Risultato | Prestazione | Note |
| ---- | ------------------ | -------- | -------------- | --------- | ----------- | ---- |
| 2019 | Mondiali di cross  | Aarhus   | Corsa juniores | 16º       | 25'16"      |      |
| 2024 | Giochi Panafricani | Accra    | 10000 m        | 12º       | 30'29"90    |      |
| 2024 | Mondiali di cross  | Belgrado | Corsa seniores | 59º       | 30'30"      |      |
| 2024 | Mondiali di cross  | Belgrado | A squadre      | 6º        | 113 p.      |      |

## Campionati nazionali
2020
- Argento ai campionati eritrei, 10000 m piani - 30'06"59

## Altre competizioni internazionali
2020
- 11º ai campionati di mezza maratona dell'africa orientale ( Massaua) - 1h06'13"

2023
- 5º al Cross Internacional de Soria ( Soria) - 25'43"
- 4º al Cross Internacional Zornoza ( Amorebieta-Etxano) - 26'03"
- 4º al Cross Internacional de la Constitución ( Alcobendas) - 29'58"

2024
- 35º alla 10K Valencia Ibercaja ( Valencia) - 28'29"